# 孔德拉季·雷列耶夫
孔德拉季·费奥多罗维奇·雷列耶夫（俄语：Кондра́тий Фёдорович Рыле́ев，1795年9月29日—1826年7月25日），俄国诗人，出版商，十二月党人领袖，在1825年的十二月党人起义中曾试图推翻沙俄政权。

## 早年
雷列耶夫出生于巴托沃（现位于列宁格勒州加特契纳区）的乡下。父亲费奥多·雷列耶夫是一个落魄的贵族，在当地拥有一小片土地，日后为戈利岑家族管理一处产业。
虽然家境困难，雷列耶夫还是得以到圣彼得堡军事预备学校这样的贵族学校上学。毕业后在第一预备炮兵旅第一骑兵团服役，并参与了1814年至1815年的对外战争，目睹了拿破仑战争下的波兰、德国和法国。
1818年，雷列耶夫辞去军职，暂时找到了一份家庭教师的工作。在地主特维雅舍夫家教书一年后与其女娜塔莉娅成婚，有两个孩子。

## 创作
1820年雷列耶夫因一首影射沙皇亲信阿拉克切耶夫的讽刺诗《致宠臣》在文学界崭露头角。同年他加入了圣彼得堡共济会，在那里他结识了未来十二月党中的多名人物。
在1821年至1824年之间，雷列耶夫担任圣彼得堡刑事法庭陪审员，作为稳定的经济来源。在职期间他多次救助陷于不幸的平民百姓，在此之中包括时年二十岁的尼基坚科。尼基坚科是一名乌克兰裔农奴，受过良好的教育。寻求自身解放的尼基坚科在书店结识了雷列耶夫，后者随即联络过去的战友、现任骑兵队的长官，在彼得堡制造舆论。尼基坚科的拥有者舍列梅捷夫最终不堪压力，于1824年10月11日给尼基坚科以自由。
与此同时，雷列耶夫没有放弃他的文学生涯。1821年，他加入了颇有影响力的俄国作家协会——俄国文学爱好者自由协会（Вольное общество любителей российской словесности）。在1823年至1825年期间雷列耶夫与别斯图热夫共同编辑并出版年刊《北极星》，在这三期出版物中囊括了许多当代俄国大家的作品，包括普希金、维亚泽姆斯基、茹可夫斯基和巴拉滕斯基等。在这一时期他还创作了《沉思》（1821～1823）、《公民》（18241825）、《纳里瓦依科》（1824~1825）等诗作。他的创作风格受到了普希金、杰尔查文、格涅季奇以及英国诗人拜伦的影响。雷列耶夫作为诗人或许不大知名，然而他的诗作充满激情，在当时也曾名噪一时。
文学创作并不足以维持他家庭的生活。在离开法庭后，他担任了“俄美公司”经理。

## 革命
1823年，经由伊万·普辛的介绍，雷列耶夫加入了革命组织北方同盟。北方同盟主要由拿破仑战争时代的老兵组成，致力于废除农奴制、推翻沙皇政权、建立共和制或君主立宪制政体。
雷列耶夫认为起义可能会失败，起义者也会因之丧命，然而这些牺牲是值得的，他们的革命会“唤醒俄国”。他曾这样写道：
一场剧变是势在必行的。我们所需要的只有勇气。我们可能的悲剧结果将成为后来人的教训。
在他的诗作《纳里瓦依科》中他暗示了甘愿赴死的决心。
1824年，雷列耶夫被任命为北方同盟的指挥，并在之后多舛的起义活动中扮演重要角色。他是一名出色的演说家，正如同侪别斯图热夫曾描述：
面貌上他只是寻常，谈吐间也并无出彩，然而一旦涉及他的话题——对于祖国的热爱——他的面容便焕发出光彩，双眼闪耀异样的光芒，言辞如岩浆般迸发而出。
在十二月党人关于选择共和制还是君主立宪制的讨论中，雷列耶夫站在穆拉维约夫一边，支持仿效美国的政体。如果皇族拒绝被放逐，雷列耶夫支持处死君主以达到地方自治。

## 十二月党人起义
1825年12月26日晨，3000余官兵屯驻在圣彼得堡元老院广场上，拒绝效忠新沙皇尼古拉一世，要求其兄康斯坦丁大公登基，并要求立宪。他们原本期望驻扎彼得堡的其他军队能够加入武装起义，然而事与愿违。更糟的是，原本的名义起义领袖谢尔盖·特鲁别茨科夫亲王在最后时刻选择了退缩，当正面冲突时他躲在了奥地利大使馆中。经一番匆忙的商议后临时任命奥博连斯基亲王作为起义领袖。
据称雷列耶夫留下这样的评论：
我们预见到了结果，最后的时刻即将到来，然而这却是我们自由的时刻。曾经拥有过自由，现在我甘愿奉献我的生命。
在几个小时中，起义军与忠于尼古拉一世为数9000余人的军队僵持不下。四周的市民似乎开始认同起义军，然而起义军未曾号召市民加入斗争。最终，尼古拉一世现身，派遣军中享有盛誉的拿破仑战争英雄米洛拉多维奇前往讲和。正当米洛拉多维奇发表劝降演说时，他被起义军中的彼得·卡霍夫斯基射杀。与此同时，由尼古拉·帕诺夫中尉率领的一支掷弹兵小队进入了冬宫，但并未取得其掌控权，不久便败退下来。
在日间多次毫无成果的和谈之后，尼古拉一世下令骑兵队冲锋。然而，冰雪覆盖的鹅卵石使得马蹄打滑，最终被迫在混乱中撤退。临近晚间，尼古拉一世下令三个炮兵团开火。为避炮火起义军四散奔逃。一些在结冻的涅瓦河面上重新集聚的部队却因为炮弹击碎河面覆冰而被淹死。黄昏之前，起义已经被完全镇压。

## 被捕并处死
1825年12月27日夜，雷列耶夫被逮捕，并被以叛国罪和弑君罪诉至法庭。共同被认定为起义领导者的还有十二月党中的四人，他们都被判处车裂之刑。后因沙皇不同意裁决而改为绞死。
在审讯中，雷列耶夫没有供认起义中任何一人的名字。他甚至向调查委员会申请在这次起义中只处死他一人。他说：
如果受死对俄国有益，那么这人只当是我。我一直祈望死亡在我这里中止，他们则在上帝的慈悲下重归家庭、重归故土、重归他们的沙皇。 
死刑在1826年7月25日（儒略历7月13日）执行。执行过程中雷列耶夫和两名受刑人的绳子断裂，据说雷列耶夫此时向公众说俄国是一个“不幸的国家——他们都不懂怎么吊死你”。最终雷列耶夫被绞死，手中拿着一本拜伦的诗集。

## 延伸阅读
- O'Meara, Patrick. (1984) K.F.Ryleev: A Political Biography of the Decembrist Poet, Princeton University Press
- Hart-Davies, T. (1887) The poems of K.F. Relaieff, Remington & Co.
- De Grunwald, Constantin. (1955) Tsar Nicholas I, Macmillan
- Figes, Orlando (2002) Natasha's Dance: a Cultural History of Russia. London. ISBN 0-7139-9517-3
- Mazour, A.G. 1937. The First Russian Revolution, 1825: the Decembrist movement; its origins, development, and significance. Stanford University Press
- Rabow-Edling, Susanna. . Nationalities Papers. May 2007, 35 (2): 369–391. doi:10.1080/00905990701254391.
- Crankshaw, Edward. (1978) The Shadow of the Winter Palace, Penguin Books
- Sutherland, Christine. (1983) The Princess of Siberia: The Story of Maria Volkonsky, Farrar, Straus & Giroux
- Cornwell, Neil. (1998) Reference Guide to Russian Literature,FitzRoy Dearborn Publishers
- Sherman, Russell & Pearce, Robert (2002) Russia 1815-81, Hodder & Stoughton